# Sha Tin

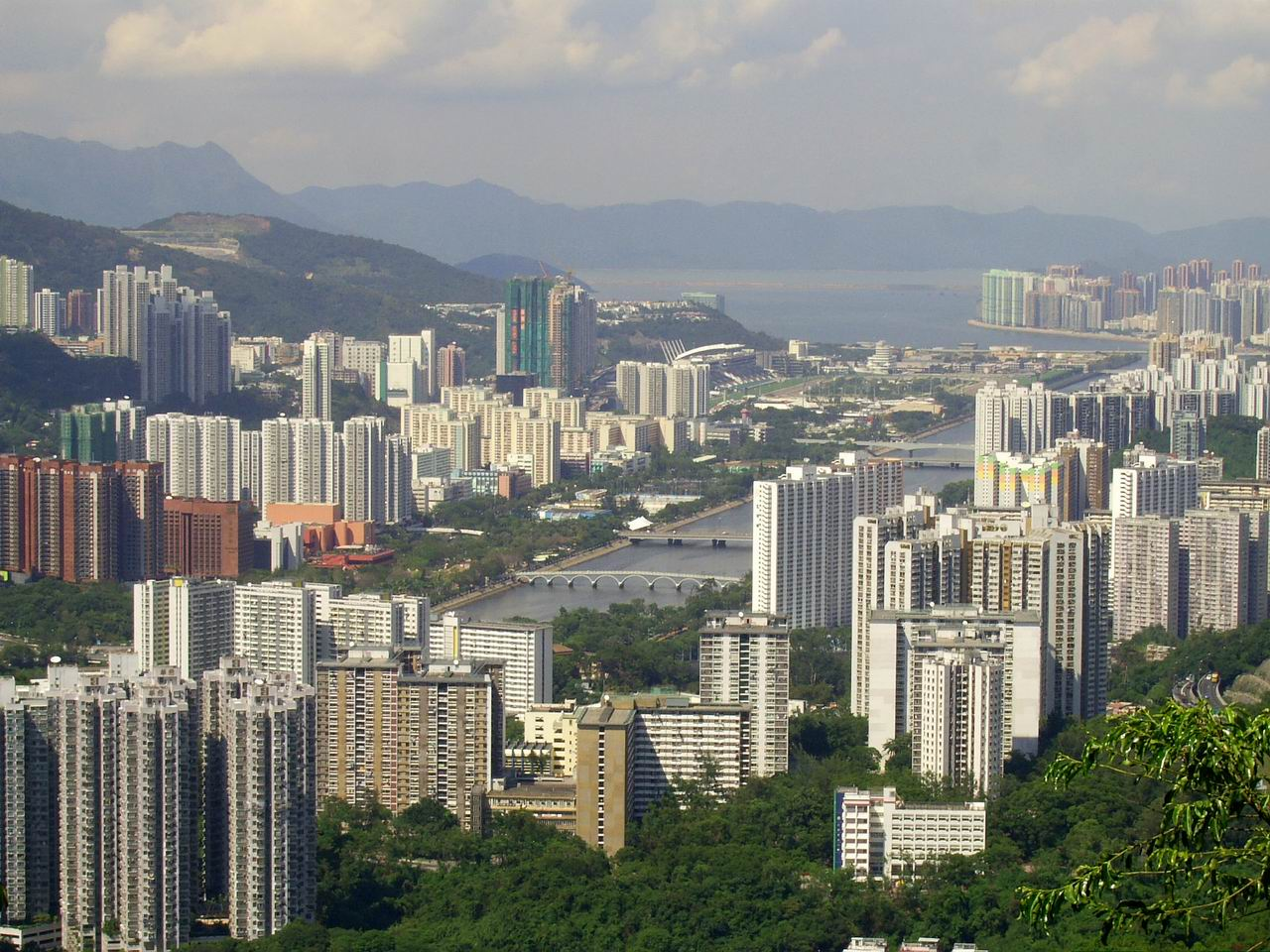
Panorama Sha Tin New Town (2008)

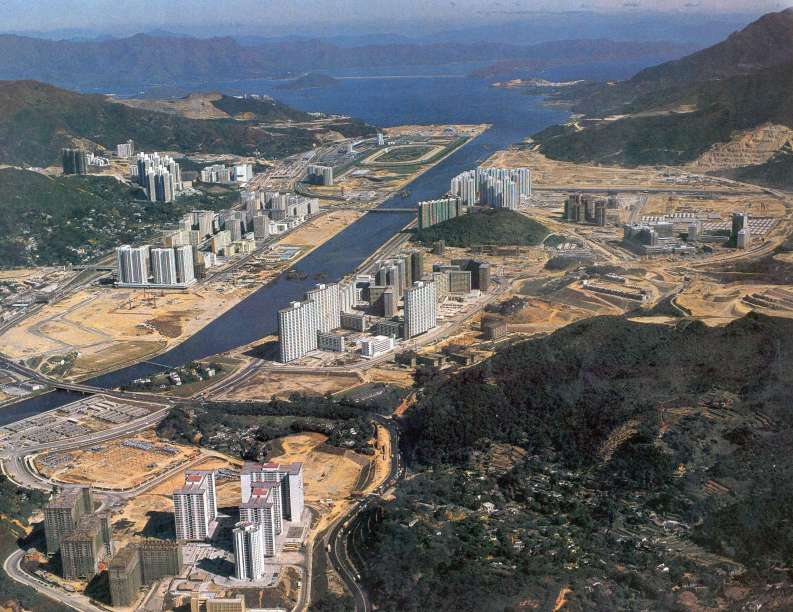
Sha Tin und Shing-Mun-Fluss in der frühen Entwicklungsphase (ca. 1982)

Sha Tin, auch Shatin, (chinesisch 沙田, Pinyin Shātián, Jyutping Saa1tin4) ist eine Ortschaft in Hongkong, aus der sich in den 1980er Jahren die Satellitenstadt Sha Tin New Town (沙田新市鎮,  Shātián Xīn Shìzhèn, Jyutping Saa1tin4 San1 Si5zan3) entwickelte. Die Planstadt, verwaltungstechnisch in Hongkong New Town genannt, gehört zum Sha Tin District in den New Territories.
Sha Tin hat sich im Laufe der Jahre von einer ländlichen Siedlung aus verschiedenen Dorfgemeinden von etwa 30.000 Einwohnern zu einer großen Planstadt mit mehreren hunderttausend Einwohnern entwickelt. Nordöstlich vom Stadtzentrum liegt Ma On Shan New Town (馬鞍山新市鎮), eine Siedlung, die anfänglich als Erweiterung von Sha Tin New Town geplant, aber in amtlichen Dokumenten jedoch als New Town geführt, also als Planstadt mit örtliche Verwaltung und Gemeindezentrum aber verwaltungstechnisch zum Sha Tin District gehört.

## Persönlichkeiten
- Havana Solaun (* 1993), US-amerikanisch-jamaikanische Fußballspielerin

## Anmerkung
1. ↑  Ma On Shan New Town (chinesisch 馬鞍山新市鎮 / 马鞍山新市鎮, Pinyin Mǎ'ānshān Xīn Shìzhèn, Jyutping Maa5on1saan1 San1 Si5zan3) ist Teil des Sha Tin New Town (沙田新市鎮 / 沙田新市镇,  Shātián Xīn Shìzhèn, Jyutping Saa1tin4 San1 Si5zan3). Sie ist die Erweiterung des New Town-Projekts in Sha Tin und wurde 1980 von der Hongkonger Stadtregierung vorangetrieben.